# Europeade

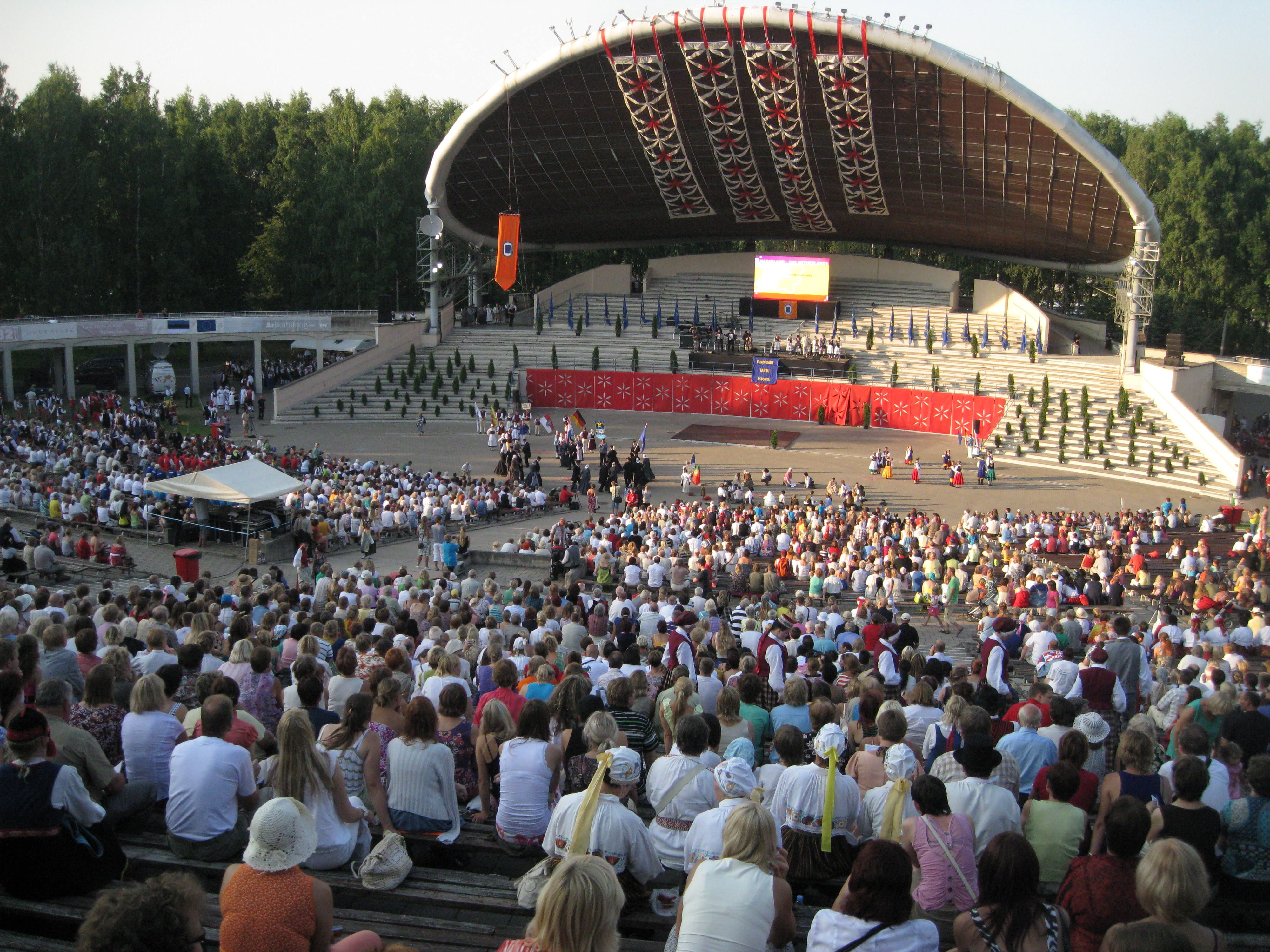
Concerdo dell'Europeade 2011 alla Tartu festival arena di Tartu in Estonia.

L'Europeade è un festival folcloristico, il più grande sulla cultura popolare europea, che dal 1964 si svolge ogni anno in una diversa città europea.
Lo scopo del festival è quello di promuovere l'unità europea, dove ogni paese contribuisce e sviluppa la propria cultura, nel rispetto reciproco.

## Storia

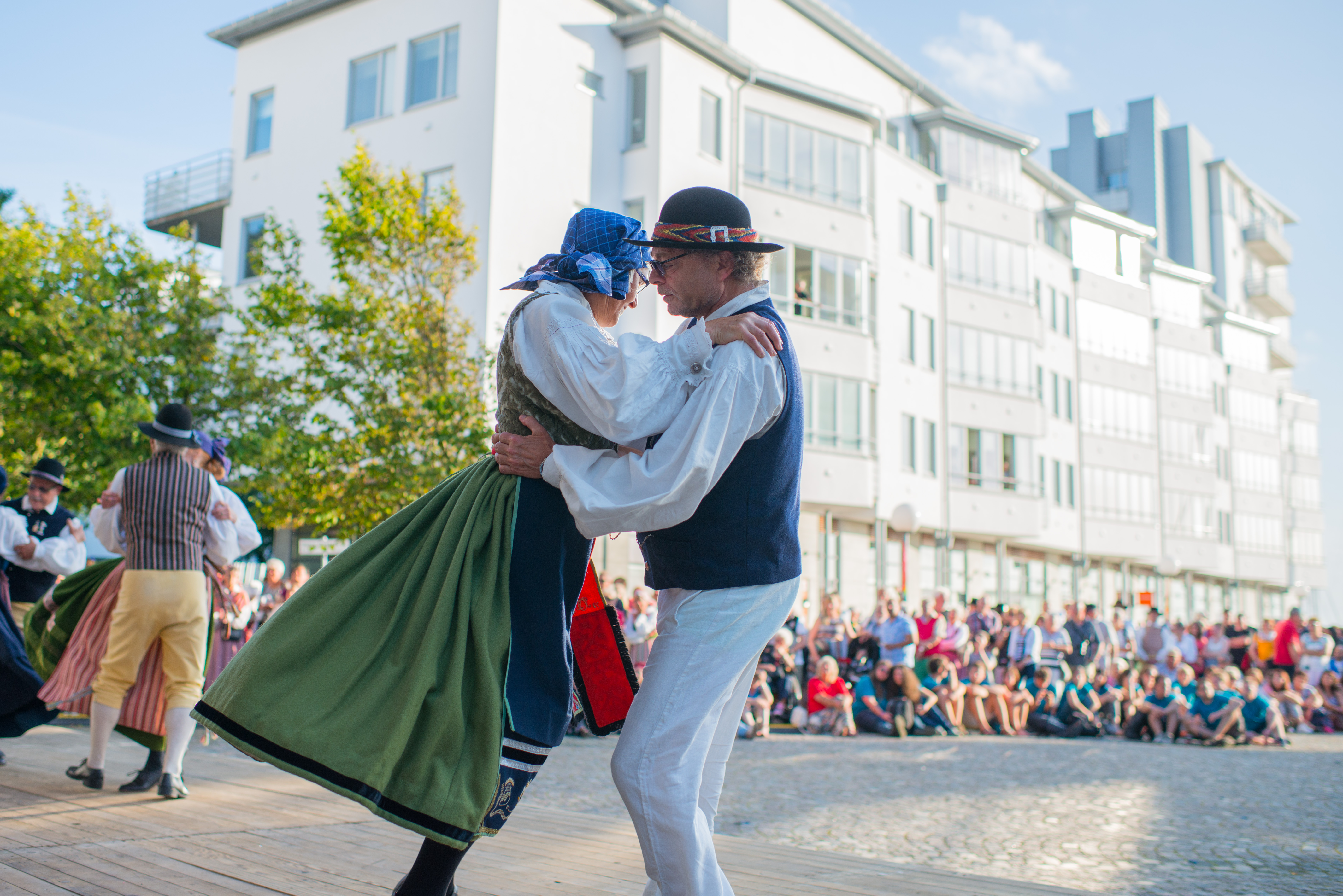
Danza Folk a Helsingborg nel 2015.

Il primo festiva Europeade si è svolto nel 1964 ad Anversa, in Belgio, su iniziativa di Robert Müller-Kox e Mon de Clopper, che è stato presidente dell'Europeade fino al 1997, anno in cui è succeduto Bruno Peeters, attuale presidente.

## Svolgimento
Il festival ha solitamente una durata di cinque giorni, dove migliaia di persone provenienti da ogni parte d'Europa, vestite con i loro costumi tradizionali, si incontrano per suonare, cantare, ballare e festeggiare.
In una tipica europeade ci sono circa cinquemila partecipanti provenienti da circa ventidue paesi europei, suddivisi in circa 200 gruppi in costume. Ciascun gruppo viaggia e partecipa a proprie spese, così come si esibisce gratuitamente. I partecipanti sono solitamente alloggiati in grandi locali come scuole o palestre. Viene fornito un catering su larga scala, di solito una semplice colazione, un pranzo al sacco e una cena calda in una posizione centrale.
Durante lo svolgersi dell'evento i gruppi si esibiscono in numerosi concerti e prendono parte a una sfilata collettiva attraverso la città. Al di fuori degli eventi organizzati i gruppi possono esibirsi ovunque si trovino. L'evento termina con il concerto di chiusura della domenica pomeriggio ( in cui solitamente si esibiscono novanta gruppi).

## Edizioni
| Anno | Città              | Paese          |
| ---- | ------------------ | -------------- |
| 1964 | Anversa            | Belgio         |
| 1965 | Dortmund           | Germania Ovest |
| 1966 | Anversa            | Belgio         |
| 1967 | Valencia           | Spagna         |
| 1968 | Anversa            | Belgio         |
| 1969 | Marche-en-Famenne  | Belgio         |
| 1970 | Herzogenaurach     | Germania Ovest |
| 1971 | Anversa            | Belgio         |
| 1972 | Annecy             | Francia        |
| 1973 | Nuoro              | Italia         |
| 1974 | Anversa            | Belgio         |
| 1975 | Marbella           | Spagna         |
| 1976 | Annecy             | Francia        |
| 1977 | Nuoro              | Italia         |
| 1978 | Vienna             | Austria        |
| 1979 | Anversa            | Belgio         |
| 1980 | Schwalmstadt       | Germania Ovest |
| 1981 | Martigny           | Svizzera       |
| 1982 | Gijòn              | Spagna         |
| 1983 | Vienna             | Austria        |
| 1984 | Rennes             | Francia        |
| 1985 | Torino             | Italia         |
| 1986 | Figueira da Foz    | Portogallo     |
| 1987 | Monaco di Baviera  | Germania Ovest |
| 1988 | Anversa            | Belgio         |
| 1989 | Libourne           | Francia        |
| 1990 | Valladolid         | Spagna         |
| 1991 | Rennes             | Francia        |
| 1992 | Figueira da Foz    | Portogallo     |
| 1993 | Horsens            | Danimarca      |
| 1994 | Frankenberg (Eder) | Germania       |
| 1995 | Valencia           | Spagna         |
| 1996 | Torino             | Italia         |
| 1997 | Martigny           | Svizzera       |
| 1998 | Rennes             | Francia        |
| 1999 | Bayreuth           | Germania       |
| 2000 | Horsens            | Danimarca      |
| 2001 | Zamora             | Spagna         |
| 2002 | Anversa            | Belgio         |
| 2003 | Nuoro              | Italia         |
| 2004 | Riga               | Lettonia       |
| 2005 | Quimper            | Francia        |
| 2006 | Zamora             | Spagna         |
| 2007 | Horsens            | Danimarca      |
| 2008 | Martigny           | Svizzera       |
| 2009 | Klaipėda           | Lituania       |
| 2010 | Bolzano            | Italia         |
| 2011 | Tartu              | Estonia        |
| 2012 | Padova             | Italia         |
| 2013 | Gotha              | Germania       |
| 2014 | Kielce             | Polonia        |
| 2015 | Helsingborg        | Svezia         |
| 2016 | Namur              | Belgio         |
| 2017 | Turku              | Finlandia      |
| 2018 | Viseu              | Portogallo     |
| 2019 | Frankenberg (Eder) | Germania       |
| 2022 | Klaipėda           | Lituania       |
| 2023 | Gotha              | Germania       |
| 2024 | Nuoro              | Italia         |